# Fotso II
Fotso II ou Fosto Messuhdom est le 15e Fô de la première dynastie du Royaume de Djo.
Il régna de 1899 à 1920. Sous son règne, Djo échange pour la première fois avec les colons allemands et français dans la région de l'actuel Cameroun.

## Règne
Le prince Fotso Messuhdom succéda à son frère, le roi Fotso Ier à la mort de celui-ci en 1898. Il continua la politique conquérante du défunt roi et agrandit le royaume jusqu'à Bafoussam,. Une entreprise de réorganisation du royaume fut entamée mais suspendue par l'arrivée des Allemands.

### Premiers contacts avec l'Empire allemand (1905-1914)
Les Allemands arrivent dans ce qui est aujourd'hui appelé Cameroun en 1905. À cette époque, La'djo contrôle une trentaine d'anciens royaumes du Binam. Contrairement à d'autres cas, Fotso II et l'Empire allemand n'engagèrent aucun conflit.
Les Allemands adoptèrent une attitude d'apparence coopérative, ils respectèrent les institutions traditionnelles de Djo et aidèrent au renforcement du pouvoir du roi dans le pays. L'objectif de l'Empire était d'étendre leur influence dans le royaume sans engager d'affrontement militaire. Des colons furent envoyés afin d'analyser les coutumes locales tel que Spellenberg, un missionnaire protestant. Fotso II autorisa la construction d'écoles et de dispensaires.
Par contre, de nombreux missionnaires chrétiens furent envoyées par les Européens dans le but de répandre le christianisme et d'évangéliser la population. Une église chrétienne ouvrit ainsi à Bayangam à l'insu du pouvoir royal central.
Lorsque Fotso fut mis au courant de ses manœuvres, il expulsa les missionnaires européens, condamna le régent de Bayangam sympathisant avec l’Église à deux ans de prison et interdit la foi chrétienne dans le royaume. Cette hostilité stoppa toute possibilité et semblant d'association entre le Royaume et les États européens.

### Le protectorat français (1917-1960)
À la fin de la Première Guerre mondiale, les Allemands sont vaincus en Europe et en Afrique. Le Cameroun passe sous protectorat français. La France se montra d'emblée hostile au pouvoir de Fotso (considéré comme pro-allemand) en La'djo et revendiqua son contrôle sur les territoires encore indépendants du Cameroun.
Fotso II mourut quelques années après l'arrivée des Français et nomma son fils, le prince Bopda, comme héritier au trône. Les Français privilégient un autre prince, Kamgue. Une lutte fratricide s'engage.